# Eelohlássá
Eelohlássá är en ö i Finland. Den ligger i sjön Enare träsk och i kommunen Enare i den ekonomiska regionen Norra Lappland och landskapet Lappland, i den norra delen av landet, 1 000 km norr om huvudstaden Helsingfors. Öns area är 0,7 hektar och dess största längd är 170 meter i nord-sydlig riktning.